# Сакере
Сакере (груз. საქერე) — село в Грузии, на территории Душетского муниципалитета края (мхаре) Мцхета-Мтианети.

## География
Село находится в северо-восточной части Грузии, на западном склоне Гудамакарского хребта, на берегах реки Джугиси (левый приток Арагви), на расстоянии приблизительно 23 километров (по прямой) к северо-северо-востоку от города Душети, административного центра муниципалитета. Абсолютная высота — 1760 метров над уровнем моря.

## Население
По результатам официальной переписи населения 2014 года постоянное население в Сакере отсутствовало.
| Год  | Население, человек |
| ---- | ------------------ |
| 2002 | 0                  |
| 2014 | 0                  |